# Yoshinori Sembiki
Yoshinori Sembiki (千疋 美徳 Sembiki Yoshinori?, nacido el 5 de enero de 1964 en Fukuoka) es un exfutbolista japonés que se desempeñaba como defensa y entrenador.

## Clubes

### Como futbolista
| Club         | País  | Año         |
| ------------ | ----- | ----------- |
| Yomiuri      | Japón | 1985 - 1990 |
| NKK          | Japón | 1990 - 1992 |
| Urawa Reds   | Japón | 1992        |
| NEC Yamagata | Japón | 1993 - 1994 |
| Fukuoka Blux | Japón | 1995        |

### Como entrenador
| Club                | País  | Año         |
| ------------------- | ----- | ----------- |
| Sagan Tosu          | Japón | 2003        |
| New Wave Kitakyushu | Japón | 2005 - 2006 |